# Строгобожиці
Строгобожиці (пол. Strogoborzyce) — село в Польщі, у гміні Радваниці Польковицького повіту Нижньосілезького воєводства.
У 1975-1998 роках село належало до Легницького воєводства.